# Susan Glaspell
Susan Keating Glaspell (Davenport, 1 de julho de 1876 – Provincetown, 28 de julho de 1948) foi uma escritora, romancista, jornalista e atriz norte-americana. Com seu marido George Cram Cook, ela fundou a Provincetown Players, a primeira companhia moderna de teatro dos Estados Unidos.
Conhecida por seus contos, cerca de 15 deles publicados, Susan escreveu nove romances, quinze peças de teatro e uma biografia. Seu trabalho geralmente se passava no meio-oeste do país, praticamente autobiográficos, que exploravam uma variada gama de problemas sociais, como ética, gênero e dissidências políticas, com personagens profundos e bem construídos. Sua peça de 1930, Alison's House, ganhou o Prêmio Pulitzer de Teatro em 1931.
Após a morte de seu marido na Grécia, Susan retornou aos Estados Unidos com os filhos do casal. Durante a Grande Depressão, Susan trabalhou em Chicago para a Works Progress Administration, onde ela foi diretora do departamento do meio-oeste do Projeto Federal de Teatro. Mesmo sendo uma autora que figurava entre as mais vendidas de sua época, após sua morte, seu trabalho acabou caindo no ostracismo e no esquecimento.
A partir da segunda metade do século XX, houve um crescente interesse em seu trabalho pela crítica feminista. Sua peça de um ato, Trifles (1916), é frequentemente mencionada como uma das grandes peças do teatro norte-americano.

## Biografia
Susan nasceu em Davenport, em Iowa, em 1876. Era filha de Elmer Glaspell, um fazendeiro e sua esposa, Alice Keating, professora de escola pública. Susan tinha um irmão mais velho, Raymond, e um mais novo, Frank. A fazenda à beira do rio Mississípi foi comprada por seu bisavô, James Glaspell, do governo federal, e foram terras indígenas originais que o governo adquiriu após perder a Guerra de Black Hawk.
Lembrada como "criança precoce" pela família conservadora, Susan gostava de resgatar animais abandonados. As histórias de pioneiros que conquistaram terras contadas por sua avó foram de grande influência em Susan, mesmo com o desenvolvimento urbano da região onde a família morava. Histórias sobre a visita de nativos americanos à fazenda antes do estabelecimento do estado de Iowa eram as que Susan mais gostava. Durante o Pânico de 1893, seu pai vendeu a fazenda e a família se mudou para a cidade de Davenport.
Susan era uma estudante dedicada nas escolas da região, tendo aulas avançadas e sendo a oradora da turma na formatura, em 1894. Aos 18 anos, ela trabalhava como jornalista em um jornal local. Aos 20 anos, escrevia a coluna semanal 'Society', voltado para a elite de Davenport. Aos 22 anos, matriculou-se na Drake University, indo contra o mito de que a faculdade tornava as mulheres impróprias para o casamento. Formando-se em filosofia, foi melhor que os colegas homens, ganhando o direito de representar a universidade em um debate acadêmico naquele ano. Um artigo do Des Moines Daily News, sobre a cerimonia de graduação, citava Susan como sendo uma "líder da vida intelectual da universidade".
No dia seguinte à sua formatura, Susan começou a trabalhar para o jornal de Des Moines como repórter, algo raro para uma mulher, especialmente pelo fato de que ela cobria os casos legais e criminais. Depois de cobrir a condenação de uma mulher acusada de matar seu marido abusivo, Susan pediu demissão subitamente, aos 24 anos. Susan voltou para Davenpor, onde se concentrou na escrita. Ao contrário de muitos escritores, seus contos foram prontamente aceitos e publicados em revistas literárias.
A época era propícia para a publicação de contos, e com o prêmio que ganhou com um deles, publicado na revista de contos The Black Cat, ela conseguiu se mudar para Chicago, onde escreveu seu primeiro livro, The Glory of the Conquered, publicado em 1909. Foi um sucesso instantâneo e segundo o The New York Times:
| “ | A menos que Susan Glaspell seja o pseudônimo de algum autor já conhecido - o livro tem qualidades incomuns à ficção norte-americana e tão pessoal que deve ser improvável - The Glory of the Conquered revela uma nova autora de dom refinado e notável. | ” |

Seu segundo livro, The Visioning, foi publicado em 1911 e foi novamente bastante elogiado pela crítica. Seu terceiro livro, Fidelity, foi publicado em 1915, considerado pelo The New York Times como um dos maiores romances norte-americanos.

## Teatro
Em Davenport, Susan começou a socializar com escritores locais. Entre eles estava George Cram Cook, que lecionava Literatura Inglesa na Universidade de Iowa, vindo de uma família rica da região. George se divorciou, depois de um casamento conturbado e depois de um breve namoro com Susan, os dois se casaram em 1913. Juntos eles tiveram um casal de filhos, Nilla e Harl.
Para fugir das fofocas da cidade a respeito de seu casamento e buscamento expandir seu círculo artístico, Susan e George se mudaram para o Greenwich Village, em Nova Iorque. Lá foram aceitos no movimento artístico avant-garde local e entraram em contato com reformistas, ativistas, pintores e escritores. Gente como Upton Sinclair, Emma Goldman e John Reed faziam parte do círculo de amizades do casal. Susan logo se tornou a líder do movimento feminista Heterodoxy. Depois de sofrer vários abortos, Susan passou por uma cirurgia para a retirada de um tumor.
Junto de vários amigos, Susan e o marido fora para Provincetown, em Massachusetts, passar o verão de 1915, onde alugaram uma cabana. Ainda se recuperando da cirurgia, Susan trabalhou com George e os amigos na companhia de teatro amador local em uma cabana de pesca arranjada por um membro do grupo. A experiência se tornaria a Provincetown Playhouse, dedicada a criar e produzir peças que refletissem temas contemporâneos nos Estados Unidos. O grupo também rejeitava as peças comerciais e escapistas produzidas pela Broadway.

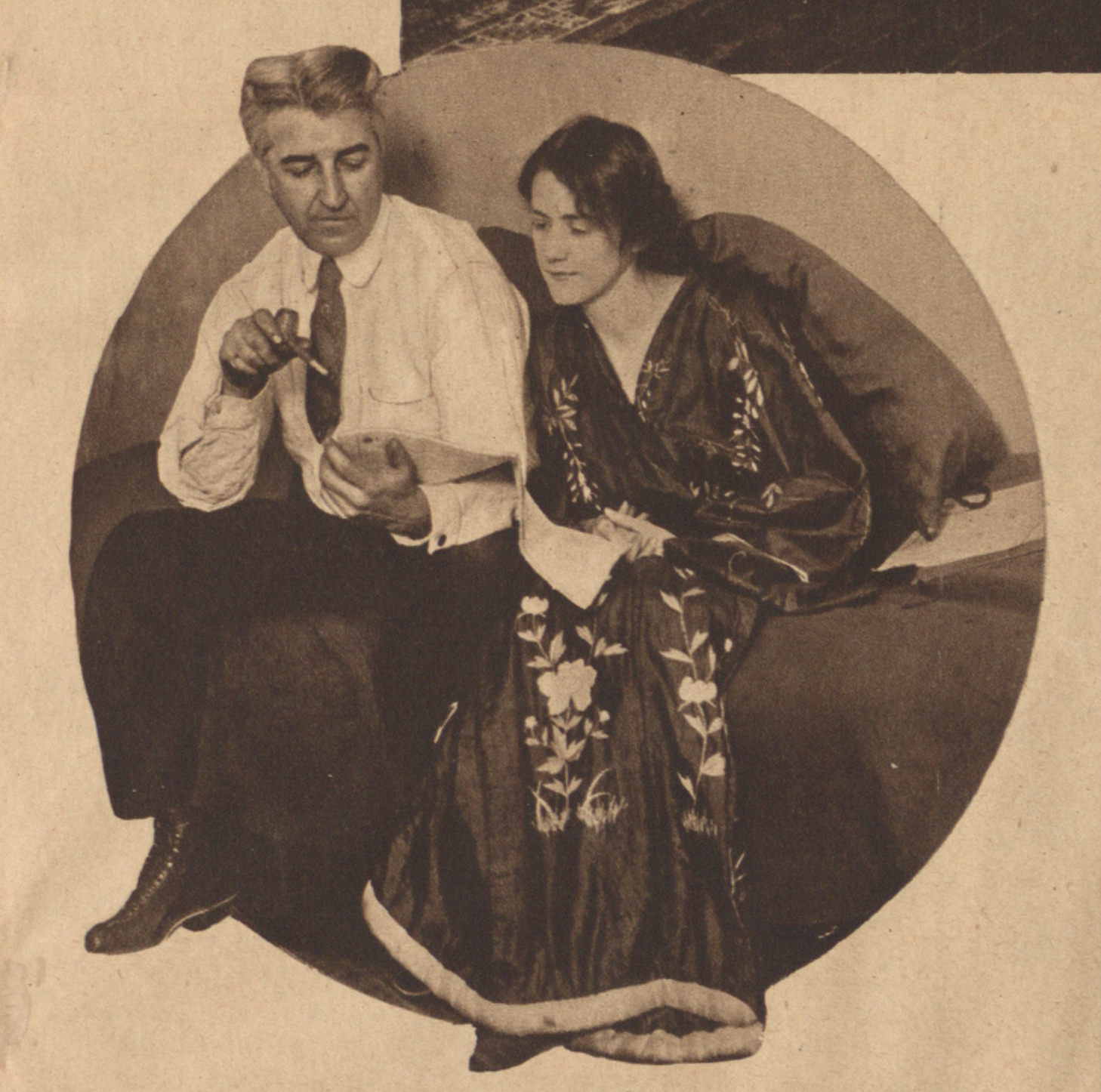
Susan e George Cram Cook em 1917

Ainda que tivesse sido muito bem-sucedida por seus livros, Susan se tornaria conhecia por suas peças encenadas pela Provincetown Playhouse nos sete anos seguintes. A primeira, Trifles (1916), era baseada no caso de assassinato que Susan cobriu como repórter em Des Moines. Hoje considerada uma obra-prima feminista, a peça foi um sucesso imediato, atordoando a audiência com suas visões de justiça e moralidade. É um dos trabalhos mais republicados da história do teatro norte-americano. Em 1921, Susan terminou Inheritors, que falava de três gerações de uma família pioneira, possivelmente o primeiro drama histórico do país. No mesmo ano, Susan terminou The Verge, uma das primeiras obras expressionistas norte-americanas.
Enquanto buscava mais peças para escrever e produzir, Susan descobriu Eugene O'Neill, hoje considerado um dos maiores dramaturgos da história dos Estados Unidos. Outros membros notáveis do círculo teatral de Susan eram Edna St. Vincent Millay, Theodore Dreiser e Floyd Dell, este último originalmente do grupo de Davenport. Após quatro temporadas em Provincetown, o grupo se mudou para a cidade de Nova Iorque, onde a companhia se tornou um grande sucesso, sendo disputadas por grandes teatros de tom mais comercial, que era algo do qual o grupo, originalmente, tentava se afastar.
O grande sucesso do grupo teatral foi o motivo para a saída de Susan e George. Susan estava no ápice de seu sucesso. O casal então resolveu se mudar para Delfos, na Grécia, em 1922. Em 1924, George morreria de mormo. Suas peças começaram a ser vendidas na Inglaterra, por volta de 1920, onde foi aclamada e recebeu ótimas críticas. Em seguida, alguns de seus livros também foram publicados. Porém, apesar do sucesso entre público e crítica, isso não gerava lucro para Susan. Para se sustentar, Susan escrevia contos e os enviava para revistas literárias e neste período, Susan escreveu alguns de seus melhores contos.

## Últimos anos
Após a morte de George, Susan voltou para a região de Provincetown, onde escreveu a biografia do marido, The Road to the Temple (1927). Em algum momento no final da década, ela se envolveu com o jovem escritor Norman H. Matson. Susan escreveu três de seus livros mais vendidos, os quais ela considerava favoritos, Brook Evans (1928), Fugitive's Return (1929) e Ambrose Holt and Family (1931). Escreveu a peça Alison's House (1930), pela qual ganhou o Prêmio Pulitzer de Teatro (1931). Em 1932, seu relacionamento de 8 anos com Norman terminou e Susan entrou em um longo período de depressão, problemas de saúde e alcoolismo.
Em 1936, Susan se mudou para Chicago, onde foi indicada diretora do departamento do meio oeste do Projeto Federal de Teatro, durante a Grande Depressão. Nos próximos anos, ela reencontrou parentes e se reabilitou do alcoolismo, entrando em um novo período criativo. Retornou a Provincetown quando seu trabalho para o governo federal acabou. Seus anos em Chicago inspiraram seus trabalhos seguintes, como The Morning is Near Us (1939), Norma Ashe (1942) e Judd Rankin's Daughter (1945).

## Morte
Susan morreu em 28 de julho de 1948, em Provincetown, aos 72 anos, devido à uma pneumonia. Ela foi sepultada no Cemitério Snow, em Truro, Condado de Barnstable, em Massachusetts.

## Trabalhos

### Teatro
Peças de um ato
- Suppressed Desires (1914), co-escrito com George Cram Cook
- Trifles (1916), adaptado de seu conto "A Jury of Her Peers" (1917)
- Close the Book (1917)
- The Outside (1917)
- The People (1917)
- Woman's Honor (1918)
- Tickless Time (1918), co-escrito com George Cram Cook
- Free Laughter (1919), publicado pela primeira fez em 2010[7]

Peças de vários atos
- Bernice (1919)
- Inheritors (1921)
- The Verge (1921)
- Chains of Dew (1922), publicado pela primeira fez em 2010[7]
- The Comic Artist (1927), co-escrito com Norman Matson
- Alison's House (1930)
- Springs Eternal (1943), publicado pela primeira fez em 2010[7]

### Ficção
Livros
- The Glory of the Conquered (1909)
- The Visioning (1911)
- Fidelity (1915)
- Brook Evans (1928)
- Fugitive's Return (1929)
- Ambrose Holt and Family (1931)
- The Morning Is Near Us (1939)
- Norma Ashe (1942)
- Judd Rankin's Daughter (1945)

Coletâneas
- Lifted Masks (1912)
- A Jury of Her Peers (1917)
- Her America: "A Jury of Her Peers" and Other Stories by Susan Glaspell (2010), editado por Patricia L. Bryan & Martha C. Carpentier
- The Rules of the Institution and Other Stories (2018)

## Ligações ezternas
- Obras de Susan Glaspell (em inglês) no Projeto Gutenberg
- The International Susan Glaspell Society
- Smith, Dinitia. "Rediscovering a Playwright Lost to Time" (The New York Times)
- Susan Glaspell biographical essay, Davenport Public Library

- Obras de ou sobre Susan Glaspell no Internet Archive
- Trifles, a one-act play by Susan Glaspell
- Alfred Hitchcock Presents: A Jury of Her Peers by Susan Glaspell
- Panel Discussion on Trifles/A Jury of Her Peers (youtube)
- A Jury of Her Peers EDSITEment study guide
- Artigos de Susan Glaspell para o Des Moines Daily News no caso Hossack, Midnight Assassin website
- Fidelity e Brook Evans no Persephone Books
- Autobiography of Black Hawk
- Susan Glaspell (em inglês) no Find a Grave [fonte confiável?]